# Easton (Minnesota)
Easton es una ciudad ubicada en el condado de Faribault en el estado estadounidense de Minnesota. En el Censo de 2010 tenía una población de 199 habitantes y una densidad poblacional de 82,97 personas por km².

## Geografía
Easton se encuentra ubicada en las coordenadas 43°45′58″N 93°54′00″O / 43.76611, -93.90000. Según la Oficina del Censo de los Estados Unidos, Easton tiene una superficie total de 2.4 km², de la cual 2.4 km² corresponden a tierra firme y (0%) 0 km² es agua.

## Demografía
Según el censo de 2010, había 199 personas residiendo en Easton. La densidad de población era de 82,97 hab./km². De los 199 habitantes, Easton estaba compuesto por el 97.49% blancos, el 0% eran afroamericanos, el 0.5% eran amerindios, el 0% eran asiáticos, el 0% eran isleños del Pacífico, el 2.01% eran de otras razas y el 0% pertenecían a dos o más razas. Del total de la población el 4.02% eran hispanos o latinos de cualquier raza.